# العلاقات السعودية الليبية
العلاقات السعودية الليبية هي العلاقات الثنائية التي تجمع بين السعودية وليبيا.

## مقارنة بين البلدين
هذه مقارنة عامة ومرجعية للدولتين:
| وجه المقارنة                                              | السعودية        | ليبيا                                       |
| --------------------------------------------------------- | --------------- | ------------------------------------------- |
| المساحة (كم2)                                             | 2.25 مليون      | 1.76 مليون                                  |
| عدد السكان (نسمة)                                         | 33.00 مليون     | 6.37 مليون                                  |
| الكثافة السكانية (ن./كم²)                                 | 14.67           | 3.62                                        |
| العاصمة                                                   | الرياض، الدرعية | طرابلس                                      |
| اللغة الرسمية                                             | اللغة العربية   | اللغة العربية، اللغة العربية الفصحى الحديثة |
| العملة                                                    | ريال سعودي      | دينار ليبي                                  |
| الناتج المحلي الإجمالي (بليون دولار)                      | 683.83 مليار    | 50.98 مليار                                 |
| الناتج المحلي الإجمالي (تعادل القوة الشرائية) بليون دولار | 1.69 تريليون    | 69.32 مليار                                 |
| الناتج المحلي الإجمالي الاسمي للفرد دولار أمريكي          | 20.48 ألف       |                                             |
| الناتج المحلي الإجمالي للفرد دولار أمريكي                 | 52.01 ألف       | 15.60 ألف                                   |
| مؤشر التنمية البشرية                                      | 0.837           | 0.724                                       |
| رمز المكالمات الدولي                                      | +966            | +218                                        |
| رمز الإنترنت                                              | .sa             | .ly                                         |
| المنطقة الزمنية                                           | ت ع م+03:00     | ت ع م+02:00، توقيت شرق أوروبا               |

## منظمات دولية مشتركة
يشترك البلدان في عضوية مجموعة من المنظمات الدولية، منها:
| علم المنظمة | اسم المنظمة                                 | تاريخ انضمام السعودية | تاريخ انضمام ليبيا |
| ----------- | ------------------------------------------- | --------------------- | ------------------ |
|             | البنك الدولي للإنشاء والتعمير               | 26 أغسطس 1957         | 17 سبتمبر 1958     |
|             | الأمم المتحدة                               | 24 أكتوبر 1945        | 14 ديسمبر 1955     |
|             | مؤسسة التمويل الدولية                       | 18 سبتمبر 1962        | 18 سبتمبر 1958     |
|             | منظمة التعاون الإسلامي                      | 25 سبتمبر 1969        | ?                  |
|             | الاتحاد البريدي العالمي                     | ?                     | ?                  |
|             | منظمة الشرطة الجنائية الدولية               | 13 يونيو 1956         | ?                  |
|             | صندوق النقد العربي                          | 27 أبريل 1976         | ?                  |
|             | البنك الإفريقي للتنمية                      | 4 أغسطس 1963          | ?                  |
|             | جامعة الدول العربية                         | 22 مارس 1945          | 28 مارس 1953       |
|             | يونسكو                                      | 4 نوفمبر 1946         | 27 يونيو 1953      |
|             | منظمة حظر الأسلحة الكيميائية                | ?                     | ?                  |
|             | وكالة ضمان الاستثمار متعدد الأطراف          | 12 أبريل 1988         | 5 أبريل 1993       |
|             | الصندوق العربي للإنماء الاقتصادي والاجتماعي | 16 مايو 1968          | ?                  |
|             | مؤسسة التنمية الدولية                       | 30 ديسمبر 1960        | 1 أغسطس 1961       |
|             | المصرف العربي للتنمية الاقتصادية في أفريقيا | 28 نوفمبر 1973        | ?                  |
|             | الاتحاد الدولي للاتصالات                    | 7 فبراير 1949         | 3 فبراير 1953      |

## أعلام
هذه قائمة لبعض الشخصيات التي تربطها علاقات بالبلدين:
- شاها علي رضا (دبلوماسية ليبية، 1953 – )
- عمرو بن محمد بن فيصل آل سعود (مهندس معماري سعودي)

## وصلات خارجية
- موقع وزارة الخارجية السعودية
- موقع وزارة الخارجية الليبية